# جامعة حياة الخاصة للعلوم والتكنولوجيا
جامعة حياة الخاصة للعلوم والتكنولوجيا هي جامعة أهلية مقرها في مدينة أربيل في إقليم كردستان، العراق.
الدراسة في الجامعة باللغة الإنكليزية عدا كلية القانون فالدراسة فيها باللغة العربية.

## الكليات والأقسام
- كلية الهندسة، وتضم أقسام:
  - هندسة النفط
  - هندسة البيئة
- كلية العلوم، وتضم أقسام:
  - قسم التحليلات المرضية
  - قسم علوم الكومبيوتر
- كلية الآداب، ويضم قسم اللغة الإنكليزية
- كلية القانون
- كلية العلوم الإدارية والمالية، وتضم أقسام:
  - المحاسبة
  - التسويق
  - إدارة الأعمال

## الموقع الرسمي
- الموقع الرسمي